# Shotcut
Shotcut est un logiciel libre de montage vidéo multiplateforme pour Windows, macOS, et Linux. Le projet a été démarré en 2011 par Dan Dennedy. Shotcut utilise le moteur de montage vidéo MLT Media Lovin' Toolkit.

## Description
Shotcut prend en charge les formats vidéo, audio et image via FFmpeg. Il utilise la chronologie pour une édition non linéaire de plusieurs pistes, qui peuvent être constituées de fichiers de différents formats. Le nettoyage et le contrôle du transport sont plus faciles grâce au traitement basé sur le processeur graphique OpenGL, et un certain nombre de filtres vidéo et audio sont aussi disponibles.
- Prise en charge des formats via FFmpeg
- Recherche avec une précision à une image près pour de nombreux formats.
- La webcam et l'enregistrement du son.
- Aucune importation de fichier nécessaire grâce à la fonction de chronologie intégrée.
- Lecture du flux réseau (HTTP, HLS, RTMP, RTSP, MMS, UDP).
- Exportation d'EDL (liste de décision d'édition CMX3600).

Il est également possible d'y ajouter des effets d'animation vectorielle, en utilisant le logiciel Glaxnimate, via la bibliothèque MLT,.